# Pero galea
Pero galea är en fjärilsart som beskrevs av Robert W. Poole 1987. Pero galea ingår i släktet Pero och familjen mätare. Inga underarter finns listade i Catalogue of Life.